# گوریلا کمبریج
گوریلا کمبریج (انگلیسی: Guerrilla Cambridge) شرکت بازی ویدئویی بریتانیایی است، که در سال ۱۹۹۷ تأسیس شد.